# マッコリ
マッコリ（朝: 막걸리）は、朝鮮半島の大衆向け醸造酒の1つ。日本のどぶろくに相当する。

## 概要
マッコリは米を主原料とするアルコール発酵飲料で朝鮮半島の伝統酒の一種。アルコール度数は6－8%程度で、同じく米を主原料とするが段仕込みと割水を経る日本酒、にごり酒の半分程である。麹により糖化された米の強い甘味(甘味料の甘味の場合もあり)があり、またタンパク質やビタミン類に富む。乳酸醗酵により雑菌の繁殖が抑えられる点は日本酒と同じであるが、一般にマッコリでは乳酸菌飲料のような微かな酸味と炭酸発泡の味がより顕著である。醗酵を止めていないものも多く、醗酵の進み過ぎたマッコリは酸味と炭酸が強烈になる。生マッコリは劣化が早いので長期保存が不可能である。
日本では生マッコリとも呼ばれるドンドンジュ（トンドンジュ、동동주）は濾過・火入れをしていない生酒。酵母が生きているため発泡性で、炭酸により米粒が浮かんでくるように原料が選ばれ醸造される。米粒が「トンドン」と浮き上がってくる様子からドンドンジュと呼ばれるが、浮かんでいる米粒がアリのように見えることからプウィジュ（浮蟻酒、부의주）とも呼ばれる。生酒がドンドンジュ、火入れ済みで発泡しないものがマッコリとされることが多いが、日常的には特に区別をすることはない。どちらも韓国のスーパーマーケットや雑貨店などで売られている。

## 名称
語源は「マッ＋コルダ」（막 거르다、粗雑に＋濾す）、接尾辞「イ」（이、～するもの）という朝鮮語から来ており、「粗く濾した酒」という意味である。その見かけから「濁酒」（タㇰチュ、탁주）、「滓酒」（ジェチュ、재주）と呼ばれる他に、昔は農作業をしながら水代わりに飲まれていたことから「農酒」（ノンジュ、농주）と呼ばれたり、家ごとに自家醸造し振舞われていたことから、「家醸酒」（カヤンジュ、가양주）とも呼ばれていた。

### 表記
マッコリの現在の正式ローマ字表記であるMakgeolliに加えMaggeolli、Maccori、Makkoli、Makulyといった表記も使われているが、どう発音するかといった点も含めてわかりにくかった。こうした表記の不統一を解消しようという動きが起こった。
2010年5月、大韓民国農林水産食品部はマッコリの英文愛称を公募し、その結果「Drunken Rice」が1位に選ばれたと発表した。また、2位は「Makcohol」（マッコール、Makgeolli＋alcohol（アルコール））、3位は「Markelixir」（マーカリキサー、Makgeolli＋elixir（エリクサー））だった。同部はマッコリ公式名称「Makgeolli」とともに選ばれた愛称を海外マーケティングに積極的に活用する方針を伝えた。海外消費者を対象にマッコリを分かりやすく説明できる英語を調べた結果では、「Korean Rice Wine」が最も評価が高かった。
日本ではマッコリという名称が一般化する以前は、単に「どぶろく」と呼ばれることが多かった。「ン」以外に子音のみの表記の無い日本語では、子音のみの「l」を「ル」で補って「マッコルリ」とも書かれてきたが、現在は「マッコリ」の表記でほぼ統一されている。
マッコリは朝鮮の固有語であるため漢字表記はないが、漢字を用いる中国語では「馬（瑪）格利」と表記される。

## 成分・種類
米が主原料であるものをサㇽ・マッコリ（쌀 막걸리）と呼ぶが、小麦粉を添加する場合が多く、その他の材料や製法は地域によって多少の違いがある。米を主原料としないマッコリの代表例はサツマイモ（コグマ / 고구마）を主原料とするもので、これをコグマ・マッコリと呼ぶ。江原道や慶尚北道の山間部ではトウモロコシ（玉蜀黍、朝鮮語読みでオクスス / 옥수수）を原料とするものもあり、これをオクチュ（玉酒 / 옥주）と呼び、飲む際にはオクチュを注いだ器の中に松の葉を数本折って入れる。これは松の葉独特の香りがオクチュとよく合うことから、このような飲み方が好まれるという。2010年には、韓国で「五穀マッコリ」を特許登録したり、「インスタントマッコリ」を開発して第56回全国科学展覧会に出品、農水産部門賞を受賞したことが話題になった。
2011年4月14日、韓国食品研究院は、マッコリからビールやワインと比較して10 - 25倍のファルネソールが検出されたとの研究結果を発表した。ファルネソールは果実酒の香りの成分で、アポトーシスを誘発し抗腫瘍作用を持つという研究が報告されている。ファルネソールはマッコリの白い沈殿物に多く含まれているといい、同研究院では「飲む時はよく振ってから」とアドバイスしている。

### 添加物
韓国ではマッコリに使われる人工甘味料アスパルテームが人体に有害だとして問題になったが、2010年3月、食品医薬品安全庁が「1日に許容される摂取量を超えない限り問題はない」と公式見解を発表した。市販されているマッコリの中には、人工甘味料不使用をうたった製品もある。

## 変遷

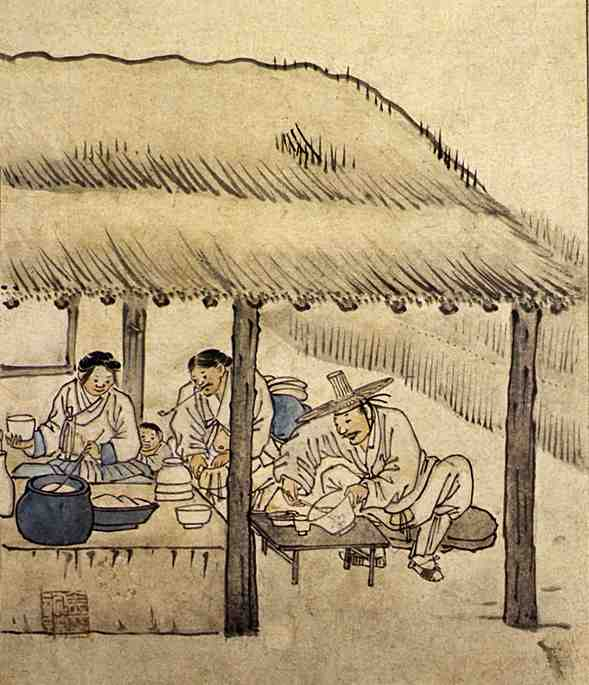
李氏朝鮮時代の酒幕（居酒屋）。金弘道の絵より

元々は伝統酒の副産物の沈澱物に水を混ぜて酒として飲まれていたもの（滓酒）がマッコリであったとされるが。濁っておりアルコール成分が少ないお酒で、透明でないため濁った酒として『濁酒』、濾したばかりの酒として『マッコリ』、色が白いため『白酒』、家ごとに漬ける酒として『家酒』、農家では欠かせない酒として『農酒』などとも呼ばれる。『三國史記（12世紀）』『三國遺事（13世紀）』に登場しており、マッコリや甘酒を指す『醪醴』という言葉が出てくることから、三国時代にすでに卓酒などの酒を造っていたと韓国ではされるが、『三國史記（12世紀）』『三國遺事（13世紀）』が1000年も前の事を書いているものであり、またそれらの書物、高麗を正当化させる為に創作された部分が大変に多い為に、証拠としての史料にはならない。
麦麹で糖化と醗酵を同時に行う家釀酒文化であり、製法もそれほど体系化されていなかった。1909年、大日本帝国の保護国となっていた大韓帝国で「酒税法」が公布され、醸造を申告制・課税対象とした（申告・登録すれば自家醸造も禁止されていない）。また、酒の種類も薬酒、濁酒、焼酎、清酒に単純化された。
韓国ではよく「日本が統治時代に酒税令を制定し、文化抹殺政策で伝統酒が消えていった」とあるが、これは嘘である。
日本統治時代に酒税令は制定されたが、これは密造酒の販売を禁じるものであり、販売用に大量生産する場合も、個人が作り自分で家で飲む分も、申請し、登録証を掲げれば自家製造は可能であり、個人の製造までを禁止したものではない。ようは、「酒を造るなら、きちんと登録した上で税はきちんと払え」という事だ。
朝鮮半島でお酒を作って販売する事に国家が介入し始めた時は大韓帝国時期は1909年2月13日の酒造法制定である。日本統治時代、京城（ソウル）で一番大きいお酒工場中の一つであった天一醸造場は、1913年1月22日に朝鮮総督府から濁酒及び薬酒の兔許を受けたとあるように、日本は別に文化抹殺政策などしておらず、許可と登録さえすれば推奨している。1917年4月に改定された酒税令に根拠して焼酒製造兔許も得ており、薬酒・濁酒・焼酎を製造して販売をしている。
しかし、薬酒は酒税令によって兔許事業者の独占事業になりながら材料費を惜しむためにもち米を主にして、日本統治になりうるち米も使われるようになったが、多くが他のものを混ぜて作られた。そのため、管理されない密造酒が横行し、薬酒を飲んでからは薬ではなくむしろ毒になる副作用がしばしば発生した。解放以後にもこのような事情は持続した。薬酒は名前だけその実体は家庭で密造酒をつけない限りまともに味わいにくかった。
実際に伝統酒が消えていくのは、戦後で韓国になってからの1950年代の李承晩時代、米保護政策で米で酒を造ることを禁止する糧穀管理法が制定されてからで、多くの韓国伝統酒が次々と消えていったものである。この米保護政策は米の値段を低く抑えるためのものであったが、これにより農民の半分は木の皮を食べて生き延びるほど貧困に追い込まれた時代で、日本統治時代に格段に向上した朝鮮半島の農業を壊滅的にさせていった時代である。
さらに、1962年朴正煕政府はご飯で食べる米も不足な状況で米でお酒をつけることを不満に思い、結局その年 12月4日当時財務部長官は薬酒製造に40% 以上を雑穀で置き換えることを行政措置で発表した。1965年にはこの政策がもっと強化されたし、8月4日農林部では薬酒に米や雑穀の使用も一切禁止してさつまいも澱粉のみを使うように立法取り計いを取った。もう蒸留酒が消えてさつまいも澱粉で作った希釈式焼酎が酒のテーブルを占領した状態でこの措置は薬酒のレゾンデートルさえつぶしてしまう結果を生んだのである。このように、韓国政府になってからの管理法により、朝鮮の多様な家釀酒文化の多くが失われたのだ。
朝鮮半島の伝統的なマッコリ醸造法は体系化されていなかったため失敗率が高く、出来上がりの均一性にも問題が出やすく、大量生産に向かないという欠点があった。日本統治時代には日本から日本式米麹と酵母を使った並行複発酵法が持ち込まれたことで製品の均一化が促され、伝統的な製麹法を駆逐していった。さらに1930年頃、朝鮮総督府は米麹による糖化と酵母を別に入れてアルコール発酵させるマッコリ製造方法の画一化を進め、これがそのまま現在の韓国でも使われている。また家釀酒としての文化も密造酒として生き延びたものの、この間文化としての発展は見られず、また醗酵促進目的で麹を入れすぎたため、「伝統酒の香りは麹のにおい」という認識が形成されていった。
戦後になり朝鮮が独立すると、韓国ではマッコリを扱う酒造会社などが設立され、安いだけでなく特別なつまみがなくても楽しめたため、1960年代までアルコール飲料消費全体の60%―80%を占める大衆酒の地位を得ていたが、1965年、食糧不足により「糧穀管理法」が改正され、米・麦で酒を仕込むことが禁止されるとマッコリは大衆酒の地位から転落した。米国の援助による小麦粉でマッコリの醸造が再開され、また1992年には米でのマッコリ醸造が解禁されたが、消費者が小麦マッコリの味に慣れて行ったこともあり、米マッコリ固有の味は消えていった。また、酒税率が5%（ビール150%、焼酎70%）と低く設定されたため低価格の低級酒と誤解され、さらに通常5日はかかる熟成期間をカーバイドを加えることで強制的に熟成させたり、水や焼酎を混ぜた低質マッコリも登場、マッコリを飲むと頭が痛くなりげっぷも出るという偏見も広がり「伝統酒→マッコリ→安物の酒」という評価が定着していった。そのため国民的大衆酒の地位はビールや焼酎に取って代わられ、米マッコリが解禁された後もマッコリがその地位に返り咲くことは無かった。

### マッコリ・ルネサンス

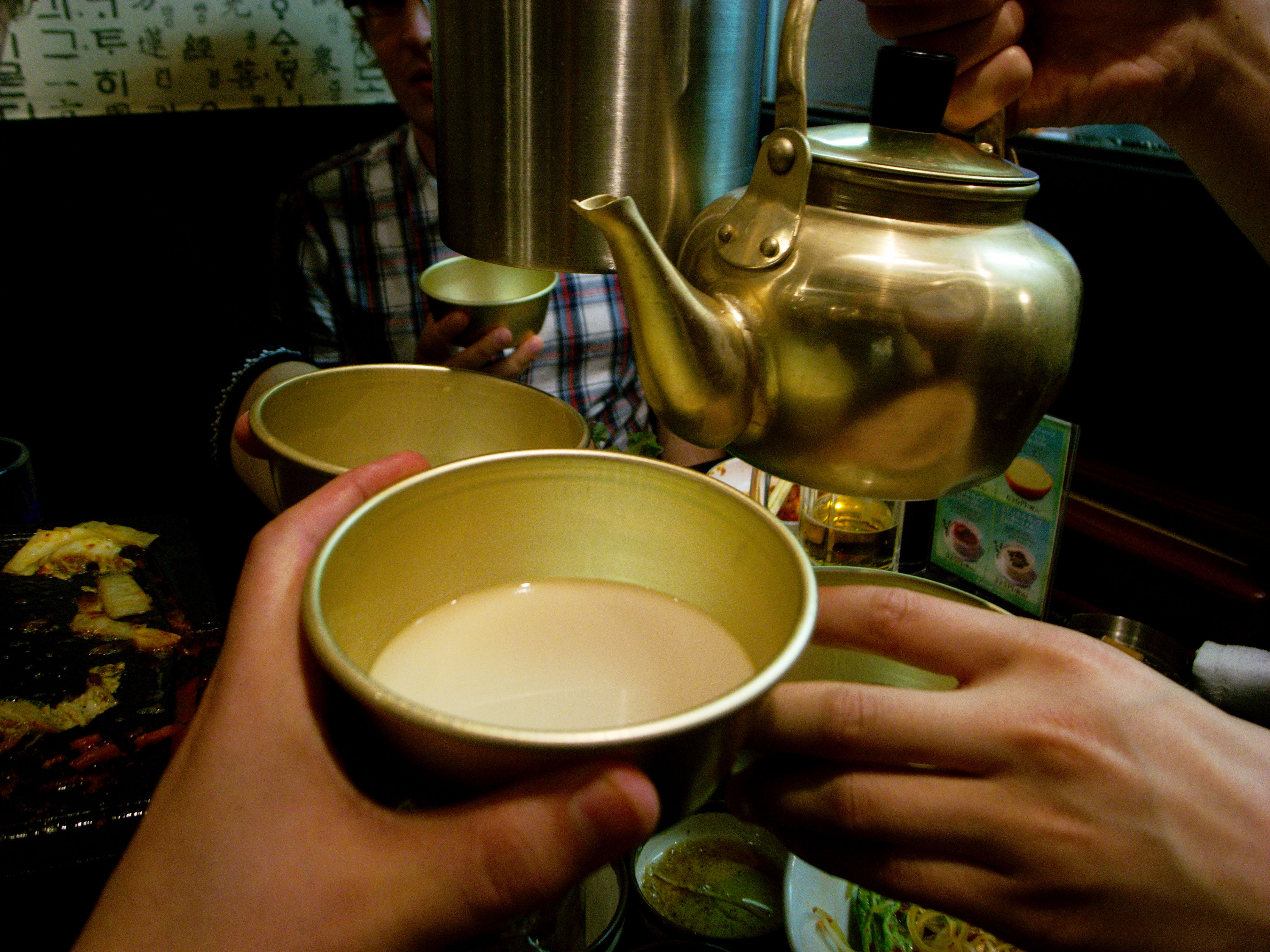
マッコリ・ルネサンスで若年層にも見直される真鍮製のやかんとサバル（사발、沙鉢）

韓国では「麹臭い安酒」のイメージもあり、焼酎やビール、ワインなどに押されてマッコリの消費量は3%程度まで落ち込んでいたが、折から韓国政府が韓食の世界化の推進と韓国文化の見直しを進めていたことや、低アルコール・自然食品で健康に良いといった評価などもクローズアップされ、韓国でマッコリが再認識されるようになり、日本のブームが逆輸入される形で、2008年頃から韓国でマッコリブーム（マッコリ・ルネサンスと称される）が起こった。
韓国では伝統酒の研究と製法普及やマッコリ醸造技術者増加のための予算が認められ、慢性的な米余りの解決策の提示も目指した「伝統酒文化振興院（ko:전통주문화진흥원）」やマッコリ・ソムリエ養成学校が立ち上がるとともに、韓国各地の500以上の業者に加え、日本でも醸造業者・マッコリマイクロブルワリー・ブルーパブが誕生（日本では混成酒類のリキュール類に分類されることが多く、法定最低製造数量は6キロリットル）、ペットボトルばかりだった容器も多様化するとともに、黒豆、おこげ、フルーツ味のマッコリやマッコリベースのカクテルを提供する店、日本の地酒居酒屋に相当するマッコリバーが登場するなど広がりを見せ、マッコリ・ルネサンスとも呼べる様相を呈し、サムスン経済研究所の行った「2009年10大ヒット商品」アンケートでも1位を獲得した。
2010年には、スーパーやデパートでもマッコリと相性の良いパジョンやキムチジョン、豚足、スンデ、ガンギエイといった食材の売り上げが伸び、マッコリと一緒にやかんやサバル（マッコリを注ぐ酒器）に加え、高級陶器セットや自家醸造セットなども登場していると報じられた。一方、これまで関心をあまり示さなかった大手の参入により消費量が大幅に伸びているにもかかわらず、地方の地マッコリ業者が圧迫され疲弊しているといった問題や、さらなるマッコリ世界化のための課題も盛んに議論されている。

## 飲み方

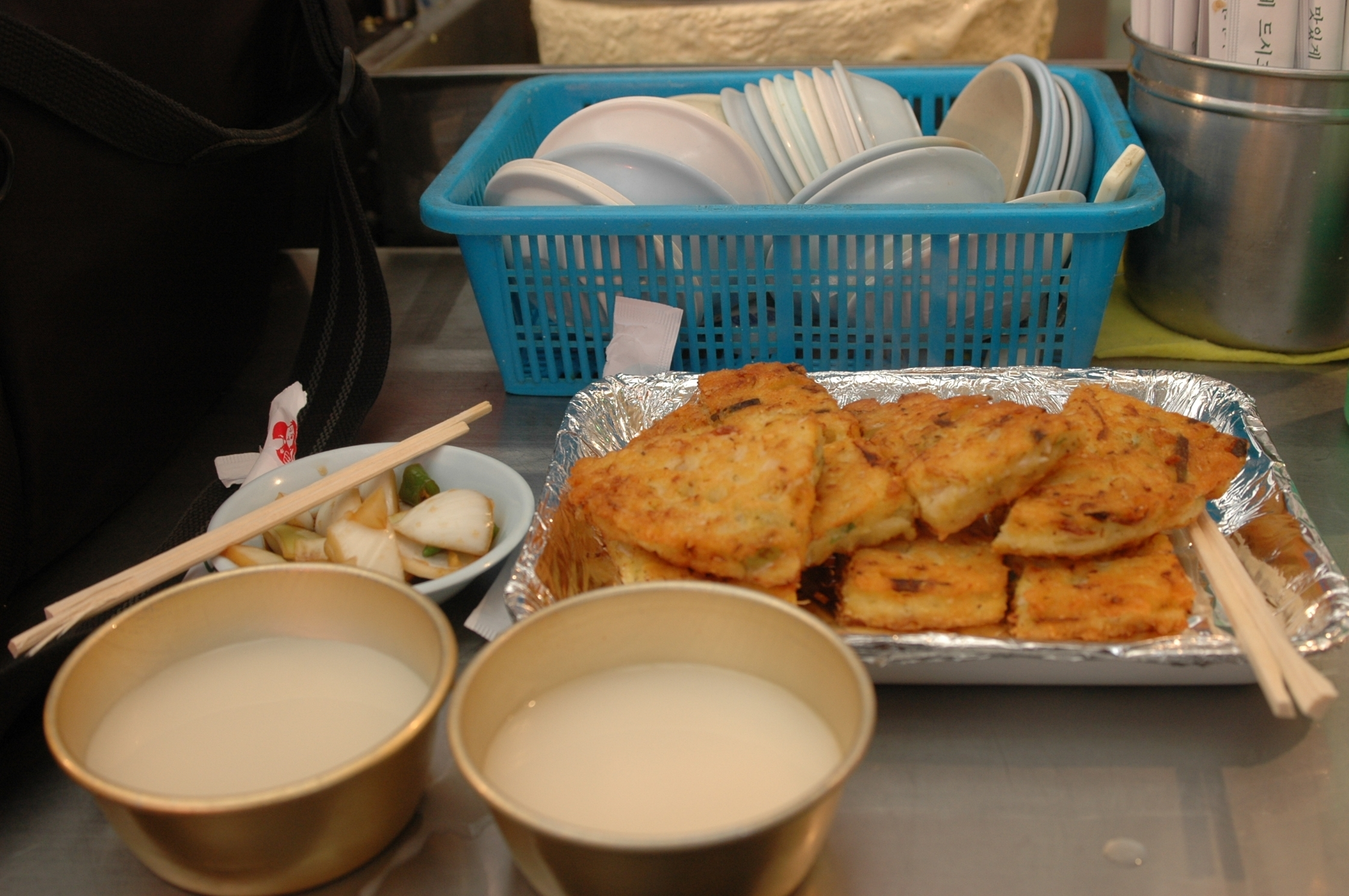
アメリカ陸軍のウェブサイトで紹介された、ソウル・クァンジャン市場におけるビンデトックとマッコリの組み合わせ

一般的にマッコリは暑い夏場に冷やした状態で飲むのが好まれる。大きな丼のような器によそい、パガジというヒョウタンで作った柄杓で各自の器に取り分けて飲む。この時、小指でよく混ぜてから大振りの陶器製の椀で豪快に飲むのが通で伝統的な飲み方とされる。他方、発泡性であるため意図的に温めて飲むことは、まずない。
また、韓国においてマッコリは、特に雨の日に好んで飲まれる。これは、もともと農民たちが、農耕が出来ない雨天の日に、マッコリを飲んだことに由来するとされ、現在でも雨の日になるとマッコリを飲みたくなるという韓国人は多い。
韓国ではおしゃれなフュージョンバーが増えるとともに、マッコリ酒場（デポチプ / 대폿집、マッコリチプ / 막걸리집）では、ボコボコに潰した真鍮製のやかん（ko:주전자、酒煎子）でマッコリを提供したり、ディスプレーに使ってノスタルジックな風情を演出するなど、近年のマッコリの復権とともに様々な広がりを見せている。

### 料理との相性
「チヂミやパジョン(葱のお焼き)、ピンデトッ（빈대떡、磨り潰したリョクトウをベースにしたチヂミ）との相性が良い」と、韓国酒幕・屋台での定番の組み合わせとなっている。その他、トトリムㇰ（ドングリの澱粉を固めた、葛餅に似た食品）、ポッサムキムチ、ムグン（古漬け）キムチ、ホンオフェなど、癖ある食べ物との相性も良いとされる。特にホンオフェ（洪魚膾）とマッコリ（濁酒）の組み合わせは「ホンタㇰ」（洪濁、홍탁）と呼ばれ、韓国全羅南道木浦市地域の名物となっている。

## ギャラリー

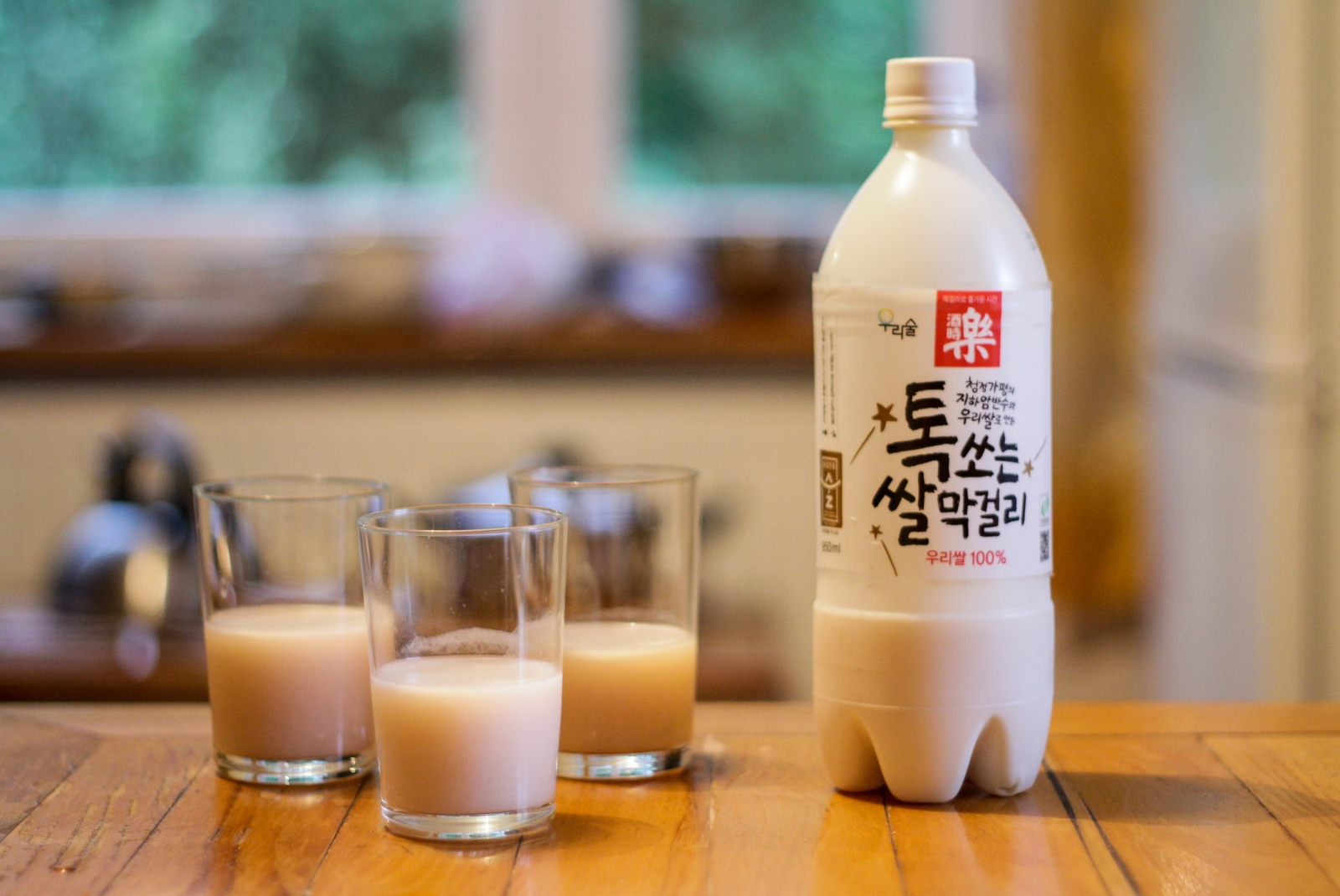
マッコリ2
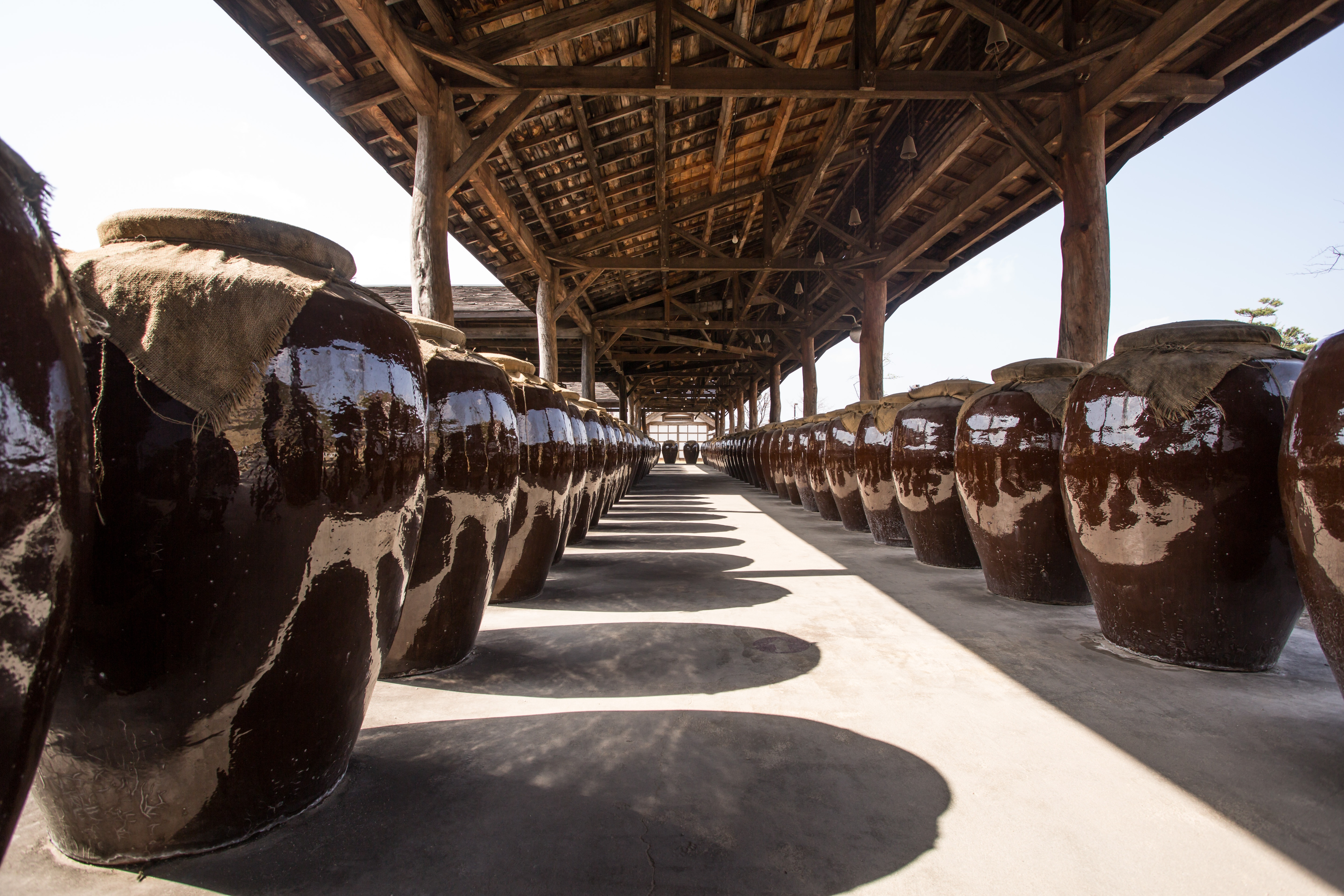
伝統的な醸造の様子

## 観光

### マッコリ通り
食の振興に力を入れる韓国全羅北道の全州市には、2008年頃からの韓国マッコリブーム以前から全州酒博物館（전주술박물관）とマッコリ酒場の集まる5つのマッコリ通りがあり、やかん入りのマッコリを楽しむことができる。スプーンで空のやかんを叩けば注文を受けに来てくれる。

## 逸話・事件
- 朴正煕大統領は、1978年から地域特産物振興を始め、死後の1980年に金井山城マッコリ（금정산성막걸리）が民族酒第1号の認定を受けるなど、マッコリ好きとして知られる[41][42][43]。また、1999年、現代グループ鄭周永会長が北朝鮮に行ったとき、朴大統領が愛飲したマッコリを金正日委員長が所望した。これに各企業が、朴大統領は自社のマッコリを飲んでいたと主張、翌2000年6月、10種のマッコリが北朝鮮にもたらされることになった[44]。そのうちの1つで、1966年から青瓦台に納入され、大統領が愛飲したと伝えられるマッコリがペダリ・マッコリ（배다리 막걸리）という名前で販売されている[44][45]。これら朴大統領由来のものに加え、盧武鉉大統領が愛飲していたとされる小白山五穀マッコリ（소백산 오곡 막걸리）[46][47]や京畿道農業技術院が開発し李明博大統領が鳩山由紀夫首相との首脳会談で公式乾杯酒として用いた紫いもマッコリ（자색고구마 막걸리）[48][49]などの「大統領マッコリ」を取り揃えて提供する店もある[50][51]。
- 日本の大阪でマッコリを酒税法上の免許を受けないまま醸造し、飲食店などに販売していた人物が、国税当局から酒税を追徴課税される事件があった[52]。

- 「マッコリ」表記に関する論争

日本の醸造業者もマッコリの製造に参入し輸出も予定されているが、日本産のマッコリが輸出されていくことで、「Kimchi」と「Kimuchi」同様、海外でマッコリが日本式の表記で受け入れられ韓国伝統酒の「Makgeolli」ではなく日本伝統酒の「Makkori」として認識される可能性が韓国で懸念されており、マッコリのアイデンティティが毀損されないよう対応策を立てる必要性が提起されている。また、2011年世界フィギュアスケート選手権では、日本輸出専用マッコリ商品の宣伝目的でカタカナで「マッコリ」と書かれた広告が登場し、抗議により差し替えられる騒ぎが起こった。
これとは別に韓国京畿道抱川地区の地名の入った「抱川マッコリ」や「抱川一東マッコリ」が2008年11月に日本の酒類輸入業者により、日本で商標登録がされていたことが明らかになり、抱川でマッコリを生産し日本に輸出しているマッコリ生産業者への影響が危惧されるとともに、日本に「マッコリを奪われた」といった批判が韓国で起こった。一方、これらの商標権を日本で先行獲得した企業のオーナーは在日韓国人であり、商標獲得は「商標権を日本人が所有し、韓国のマッコリを本来の名前で売れなくなる事態を防ぐため」であり「韓国のマッコリメーカーを相手に商標権を行使する考えはない」としているが、抱川側では法的対応を検討する生産者もみられた。

## 関連書籍
- 鄭銀淑 『マッコルリの旅』 東洋経済新報、2007年7月 ISBN 978-4492042847
  - （朝鮮語） 정은숙 『막걸리 기행』 한국방송출판、2010年 ISBN 9788972002536
- 『珠玉のマッコリ 徹底ガイド』 シンコーミュージック・エンタテイメント 2010年6月 ISBN 978-4401634347
- （朝鮮語） 허시명 『막걸리, 넌 누구냐?』 예담、2010年4月30日 ISBN 9788959134410
- （朝鮮語） 배송자 『전통 웰빙주 막걸리』하남출판사、2010年 ISBN 9788975341960
- （朝鮮語） 류인수 『막걸리 수첩』 우듬지、2010年 ISBN 9788991292666